# Sterrhochaeta splendens
Sterrhochaeta splendens là một loài bướm đêm trong họ Geometridae.